# Apeldoorn
Apeldoorn (nederländsk lågsaxiska: Apeldoorne) är en stad och kommun i provinsen Gelderland i Nederländerna. Kommunens totala area är 341,15 km² (där 1,26 km² är vatten) och invånarantalet är på 163 781 invånare (2021).

## Sport
Inomhusarenan Omnisport Apeldoorn ligger i kommunen. Volleybollklubbarna SV Dynamo och VV Alterno som blivit nederländska mästare på herr- respektive damsidan kommer från kommunen.